# Masao Nakayama
Masao Nakayama (中山利生) (nascido em 1941, Chuuk - 13 de novembro de 2011) foi um politico e diplomata dos Estados Federados da Micronésia.

## História
Masao Nakayama nasceu em 1941 em Chuuk, é o irmão mais novo do primeiro presidente dos Estados Federados da Micronésia, Tosiwo Nakayama, sendo filho de pai japonês e mãe da região de Chuuk. Foi educado na Escola Central das Ilhas do Pacífico no período de 1958 até 1961. Frequentou o Colégio de Guam de 1961 até 1963 e também a Universidade das Filipinas  de 1963 a 1965.
Foi Assistente Legislativo na Legislativa do Distrito de Truk, em 1965. Em 1968 foi eleito membro da Legislativa do Distrito de Truk. Em 1969 Nakayama foi eleito para o Congresso do Protectorado das Ilhas do Pacífico das Nações Unidas, após a independência  dos Estados Federados da Micronésia foi Chefe de Assuntos Estrangeiros do Departamento de Assuntos Internacionais dos Estados Federados da Micronésia de 1980 até 1989.
Antes de sua nomeação atual, o Sr. Nakayama serviu como Embaixador Residente Extraordinário e Plenipotenciário dos Estados Federados da Micronésia para o Japão do período de 1989 até 1997. Durante esse tempo, ele também serviu como embaixador não residente para a China, Indonésia, Malásia, Coreia do Sul e Singapura.
De 1998 até à sua data de falecimento Nakayama era Representante Permanente dos Estados Federados da Micronésia nas Nações Unidas.
Faleceu aos 70 anos de idade, em 13 de novembro de 2011, em um hospital em Nevada, três dias após um acidente vascular cerebral. Era casado com Serlyn Nakayama, com quem tinha filhos.